# Alta, Finnmark
Alta (thêm: Alta hoặc trước đây là Álaheadju tại miền Bắc Sami, Alattio hoặc Alta ở Phần Lan / Kven) là một thị xã và đô thị ở hạt Finnmark, Na Uy. Trung tâm hành chính của đô thị này là thị trấn của Alta.
Alta được thành lập như khu đô thị ngày 1 tháng 1 năm 1838 (xem formannskapsdistrikt). Đô thị mới Talvik được tách từ Alta ngày 1 tháng 1 năm 1863, nhưng nó đã được sáp nhập trở lại vào Alta ngày 1 tháng 1 năm 1964.